# Émétophobie
L'émétophobie (du grec ancien : ἔμετος / émetos, « vomir » et φόβος / phóbos, « peur ») est une peur ou anxiété intense et irrationnelle de vomir. Cette phobie spécifique peut inclure des situations qui causent le vomissement, comme la peur de vomir en public, la peur de voir un autre individu vomir, la peur de regarder des gestes de vomissement ou d'avoir des nausées,. Elle serait l'une des phobies les plus répandues dans le monde.[réf. nécessaire]

## Étymologie et définition
L'étymon du mot « émétophobie » est le grec ancien : ἔμετος / émetos, « vomissement » ainsi que φόβος / phóbos, « peur ». L'émétophobie désigne une intense peur de vomir, de se sentir nauséeux, voir ou entendre un autre individu vomir, ou se voir vomir. Un individu émétophobe peut souffrir d'un ou plusieurs de ces cas. Ils peuvent également avoir peur de voir quelqu'un qui se sent nauséeux ou si quelqu'un d'autre a déjà vomi. Comme pour toute phobie, ces peurs peuvent ne pas être expliquées, mais elles sont présentes et réelles.
L'émétophobie n'est pas limitée à l'âge ni à la maturité. Il existe des cas d'émétophobie chez l'enfant, l'adolescent et également chez l'adulte.

## Causes
Il existe plusieurs facteurs qui peuvent entrainer l'émétophobie :
- déclencheur émotionnel ;
- choc traumatique ;
- stress intense ;
- souvenir traumatisant d'une maladie ;
- perte de confiance en soi et ou de perdre le contrôle ;
- souvenir traumatisant d'avoir vu un individu vomir ;
- avoir vomi en public.

Une étude clinique, faite par le docteur Frank M. Datillio de la Harvard Medical School et de la University of Pennsylvania School of Medicine, définit des cas d'enfants durant les années 1980, affectés par l'émétophobie, psychologiquement troublés.

## Traitements
À la suite du nombre limité d'études faites sur le sujet de l'émétophobie, aucun traitement spécifique ne peut explicitement soigner cette peur. Des thérapies et traitements disponibles pour les individus souffrant de phobies spécifiques ont été utilisés pour tenter de soigner les émétophobes.

### Médicaments
Plusieurs recherches ont été faites sur Internet concernant les médicaments. Tandis que certains internautes demandent si l'utilisation d'anxiolytiques peuvent potentiellement aider à diminuer leur peur, d'autres répondent que cette ingestion pourrait causer des nausées. D'autres, cependant, expliquent que des psychotropes (comme les benzodiazépines et les antidépresseurs) ont aidé à vaincre leur phobie, et certains disent que des médicaments du système gastro-intestinal sont également bénéfiques.

### Confrontation
Des méthodes de confrontation, dans lesquelles les patients observent des films d'individus qui vomissent, sont également utilisées en guise de traitement psychologique. Elles peuvent avoir un impact positif de la phobie chez le patient, et peuvent également l'aider à relativiser, bien que les émétophobes semblent sceptiques à l'idée de s'exposer à ce type de traitement.

## Effets
Les découvertes du Dr Lipsitz et al. ont également montré que les individus affectés par l'émétophobie ont souvent des difficultés à mener une vie considérée comme normale. Certains auraient des problèmes à rester seuls avec de jeunes enfants et évitent également de venir dans des endroits où l'alcool est présent. Maintenir une occupation devient difficile chez les émétophobes. Les professions et buts personnels peuvent être mis de côté à cause de la phobie, et maintenir une vie sociale devient impossible pour certains.
D'autres impacts quotidiens incluent la préparation des aliments. La plupart des émétophobes ont leur propre façon de préparer et de manger leurs aliments. Ils vérifient généralement la fraîcheur de la nourriture et les lavent parfois dans le but d'empêcher tout type d'infection ou de maladie qui peuvent être contracté par les aliments. La régurgitation des aliments est évitée, si possible.

## Émétophobie et anorexie
Il existe certains cas d'anorexie, résultat de la peur engendrée par le vomissement. Dans l'étude clinique de Frank M. Datillio, une situation dans laquelle l'anorexie est le résultat d'un cas d'émétophobie.